# Фантазия и фуга до минор (BWV 906)
Фантазия и фуга до минор, BWV 906 ― клавишная пьеса, написанная Иоганном Себастьяном Бахом во время его пребывания в Лейпциге. Произведение сохранилось в двух авторских рукописях, одна из которых содержит только фантазию, а другая ― фантазию и фугу (вероятно, незавершённую). Произведение примечательно тем, что оно является одним из последних сочинений Баха в форме «прелюдия и фуга». Также пьеса является демонстрацией того, как Бах пробует свои силы в зарождающемся галантном стиле, в котором сочиняли музыку его сыновья (в особенности Иоганн Кристиан Бах).

## История
Судя по водяным знакам бумаги, на которой был написан старейший из дошедших до нас автографов «Фантазии», вероятная дата её создания ― 1728—1730 годы. Аналогичные исследования показывают, что дата написания второго сохранившегося автографа с фугой ― 1738 год. По словам Ханса-Иоахима Шульце, происхождение этой рукописи может быть связано с визитом Баха в Дрезден.
В 1802 году Иоганн Николаус Форкель в своей биографии Баха («Иоганн Себастьян Бах: о жизни, искусстве и произведениях») упомянул две клавишные фантазии композитора: «хроматическую» (BWV 903) и до-минорную (BWV 906); автор биографии противопоставил BWV 906 более ранней пьесе и охарактеризовал форму сочинения как «сонатное allegro».
Ферруччо Бузони аранжировал фантазию для фортепиано и предложил собственное завершение фуги в своей композиции «Фантазия, адажио и фуга» (BV B 37).

## Структура

### Фантазия
Фантазия имеет трёхчастную структуру и написана в сонатной форме; на всём её протяжении звучат подвижные триоли.

### Фуга
Фуга, насыщенная хроматизмами, резко обрывается на 47 такте.

## Комментарии
1. ↑  Хотя большинство музыковедов отмечают «незаконченность» фуги, некоторые считают, что её нельзя назвать незавершённой; такого мнения был, например, Чарльз Сэнфорд Терри[англ.][3].
2. ↑  Адажио, вставленное Бузони между фантазией и фугой, является переложением BWV 968.